# Judy Clay
Judy Clay (12. září 1938 – 19. července 2001) byla americká soulová a gospelová zpěvačka, která v 60. letech dosáhla největšího úspěchu jako členka pěveckého dua.

## Život
Narodila se jako Judith Grace Guions v St. Pauls v Severní Karolíně, byla vychovávána babičkou ve Fayetteville a začala zpívat v kostele. Po přestěhování do Brooklynu začátkem roku 1950 ji převzal Lee Drinkard Warrick z The Drinkard Singers.
Od 14 let začala pravidelně vystupovat s rodinnou gospelovou skupinou, která se původně vytvořila v Savannah v Georgii kolem roku 1938 a která občas zahrnovala i sestru Lee Warrickové, Emily (později známou jako Cissy Houston) a dcery Dionne a Delia (později lépe známé jako Dionne a Dee Dee Warwick).
Debutovala s Drinkard Singers – kteří se stali později známí jako Sweet Inspirations – na jejich albu z roku 1954 The Newport Spiritual Stars. Opustila Drinkard Singers v roce 1960 a natočila svou první sólovou nahrávku, "More Than You Know", na Ember Records. Toto bylo následováno dalšími singly u několika nahrávacích společností, ale s malým komerčním úspěchem, ačkoli "You Busted My Mind" se později stalo úspěšným v kruhu UK's Northern soul nightclub.
Byla provdaná za jazzového bubeníka Leo Gatewooda a měla s ním dva syny. Pracovala jako doprovodná vokalistka s umělci jako Ray Charles, Aretha Franklinová, Van Morrison, Donny Hathaway a Wilson Pickett. V roce 1979 měla mozkový tumor a po jeho vyléčení zpívala příležitostně v gospelovém sboru Cissy Houston v Newarku v New Jersey.
Poté, co měla dopravní nehodu, zemřela po komplikacích o několik týdnů později. Měla 62 let. Přežili ji dva synové, Todd a Leo Gatewood, bratr, Raymond Guions, a její sestra, paní Sylvia Shemwell.

## Diskografie

### Alba
- 1968 – Storybook Children (s Billy Vera; Atlantic 8174)
- 1987 – The Atlantic Years 1967–1970 (Kompilace; s Billy Vera; Rhino 70185)
- 1993 – Private Numbers (Kompilace; rozdělené album s Veda Brown; Stax / Fantasy 88016)
- 2008 – The Stax Solo Recordings (Kompilace; rozdělené album s Veda Brown; Kent Soul 302)

### Singly
- 1967 – Storybook Children
- 1968 – Country Girl – City Man
- 1968 – Private Number
- 1969 – My Baby Specializes
- 1970 – Greatest Love
- 1961 – More Than You Know
- 1962 – Do You Think That’s Right
- 1963 – Let It Be Me
- 1964 – My Arms Aren’t Strong Enough
- 1964 – Lonely People Do Foolish Things
- 1966 – Haven’t Got What It Takes
- 1966 – You Busted My Mind
- 1967 – You Can’t Run Away from Your Heart
- 1968 – When Do We Go (s Billy Vera)
- 1968 – Remove These Clouds / Bed of Roses
- 1969 – It Ain’t Long Enough
- 1969 – Reaching for the Moon (s Billy Vera)
- 1969 – Sister Pitiful
- 1978 – Stayin’ Alive (Special Disco Version)